# Ikeda Sóhei
Ikeda Sóhei (Sizuoka, 1981. április 27. –) japán válogatott labdarúgó.

## Nemzeti válogatott
A japán U20-as válogatott tagjaként részt vett a 2001-es ifjúsági labdarúgó-világbajnokságon.